# Partido Adolfo Gonzales Chaves
Adolfo Gonzales Chaves ist ein Partido im Süden der Provinz Buenos Aires in Argentinien. Laut einer Schätzung von 2019 hat der Partido 11.944 Einwohner auf 3.780 km². Der Verwaltungssitz ist die Ortschaft Adolfo Gonzales Chaves. Der Partido wurde am 22. August 1916 gegründet, und die Einwohner sind als Chavense bekannt.

## Orte
Adolfo Gonzales Chaves ist in 4 Ortschaften und Städte, sogenannte Localidades, unterteilt.
- Adolfo Gonzales Chaves
- De la Garma
- Juan Eulogio Barra
- Vásquez

## Wirtschaft
Die Wirtschaft von Adolfo Gonzales Chaves wird von der Landwirtschaft dominiert. Die wichtigsten landwirtschaftlichen Produkte der Partido sind: Weizen, Mais, Sonnenblumen, Gerste, Hafer, Leinsamen und Sorghum.